# 30 Pułk Piechoty Honwedu
30 Pułk Piechoty Honwedu (HonvIR 30, HIR.30) – pułk piechoty królewsko-węgierskiej Obrony Krajowej.  
Pułk został utworzony w 1886 roku. Okręg uzupełnień – Budapeszt.
Kolory pułkowe: szary (niem. schiefergrau), guziki złote. Skład narodowościowy w 1914 roku 91% – Węgrzy. 
Komenda pułku oraz I i II batalion stacjonował w Budapeszcie, natomiast III batalion w Kiskunfélegyházie.
W 1914 roku wszystkie bataliony walczyły na froncie bałkańskim. Bataliony wchodziły w skład 79 Brygady Piechoty Honwedu należącej do 40 Dywizji Piechoty Honwedu, a ta z kolei do XVI Korpusu 6 Armii.

## Dowódcy pułku
- płk Rudolf Polgar (1914[3])